# Wonders of the Younger
| Recensione           | Giudizio |
| -------------------- | -------- |
| About.com            |          |
| AllMusic             |          |
| Entertainment Weekly | C+       |
| Rock Sound           | 6/10     |
| Slant Magazine       |          |

Wonders of the Younger è il sesto album del gruppo pop-punk statunitense Plain White T's.

## Tracce
1. Irrational Anthem – 3:37 (Tom Higgenson, Adam Watts, Andy Dodd)
2. Boomerang – 2:57 (Tom Higgenson, Jeremy Smith)
3. Welcome to Mystery – 4:27 (Tom Higgenson, Chris Tompkins)
4. Rhythm of Love – 3:20 (Tim Lopez)
5. Map of the World – 3:39 (Tom Higgenson, John Feldmann)
6. Killer – 2:38 (Tom Higgenson, Marty Dodson)
7. Last Breath – 3:46 (Tom Higgenson, John Feldmann)
8. Broken Record – 3:31 (Tom Higgenson, Zac Malloy, Chris Tompkins)
9. Our Song – 3:15 (Tom Higgenson, Shakur Green)
10. Airplane – 2:18 (Tom Higgenson, Mike Retondo)
11. Cirque Dans La Rue – 3:57 (Tom Higgenson, Marty Dodson)
12. Body Parts – 3:35 (Tim Lopez)
13. Make It Up as You Go – 3:44 (Tom Higgenson, Dave Tirio)
14. Wonders of the Younger – 5:08 (Tom Higgenson, Sean McConnell)

Traccia bonus per il Regno Unito
1. 1, 2, 3, 4 – 3:18 (Tom Higgenson)

## Formazione
- Tom Higgenson - voce, chitarra, tastiere, celesta, percussioni
- De'Mar Hamilton - batteria, percussioni, cori
- Dave Tirio - chitarra, cori
- Tim G. Lopez - chitarra, cori, tasteire
- Mike Retondo - basso, cori, tastiere, celesta, fisarmonica, corno, legni

## Classifiche
| Classifica (2010)                  | Posizione massima |
| ---------------------------------- | ----------------- |
| Billboard 200                      | 149               |
| Top Modern Rock/Alternative Albums | 15                |
| Top Rock Albums                    | 23                |